# Gottlieb Wilhelm Rabener
Gottlieb Wilhelm Rabener (født 17. september 1714 i Wachau nær Leipzig, død 22. marts 1771 i Dresden) var en tysk satirisk forfatter.
I 1741 debuterede han som satiriker i Johann Joachim Schwabes Belustigungen des Verstandes und Witzes, og blev efterfølgende bidragsyder til bladet Bremer Beitrage. Rabeners satirer er hovedsageligt rettet mod middelklassens dårskaber.
De tekster som han udgav i Bremer Beitrage blev senere udgivet samlet i Sammlung satirischer Schriften (2 bind, 1751), hvorpå yderligere to bind fulgte i 1755.
Rabener er særlig kendt for sin parodiske afhandling, Hinkmars von Repkow Noten Ohne Text, som retter et spydigt angreb mod det håbløse i anvendelsen af fodnoter, ved at lave en tekst der udelukkende bestod af fodnoter. Rabener proklamerede stolt at siden fodnoter og henvisninger synes at være blevet nøglen til at opnå blivende berømmelse indenfor den lærde verden, havde han derfor forfattet sin afhandling udelukkende i noter, og overladt det til andre at frembringe den tekst som han proleptisk havde annoteret.
En dansk oversættelse af hans Samtlige Skrifter udkom 1779-81 (2. oplag 1782-85) på Christian Iversens forlag i Odense, oversat af Peter Christian Steenwinkel.